# Vlag van Uden

Vlag van de gemeente Uden
(1964-2022)

De vlag van Uden werd bij raadsbesluit op 7 juli 1964 vastgesteld als de gemeentelijke vlag van de Noord-Brabantse gemeente Uden. De betekenis en herkomst van de vlag zijn niet bekend. De kleuren zijn afgeleid van het wapen van Uden, die op haar beurt in rijkskleuren afgebeeld is.
Overigens wordt in De Echo van 12 juli 1938 gesproken over een gemeentevlag die gebruikt werd bij de opening van de raadhuis in gemeente Uden. Het is niet te achterhalen hoe deze vlag eruit heeft gezien.
Op 1 januari 2022 is de gemeente Uden opgegaan in de gemeente Maashorst, waarmee de vlag als gemeentevlag kwam te vervallen. 

## Beschrijving
De beschrijving van de vlag zou als volgt kunnen luiden: 
Een rechthoekige vlag bestaande uit twee verticale banen in de kleuren geel en blauw, waarvan de lengten zich verhouden als 1:2.

## Verwante afbeeldingen

Wapen van Uden

Aalburg 
· Aarle-Rixtel 
· Alphen en Riel 
· Bakel en Milheeze 
· Beek en Donk 
· Beers 
· Berghem 
· Berkel-Enschot 
· Berlicum 
· Bladel en Netersel 
· Borkel en Schaft 
· Boxmeer 
· Budel 
· Chaam 
· Cuijk 
· Cuijk en Sint Agatha 
· Den Dungen 
· Diessen 
· Dinteloord en Prinsenland 
· Drunen 
· Dussen 
· Engelen 
· Erp 
· Esch 
· Escharen 
· Fijnaart en Heijningen 
· Geffen 
· Geldrop 
· Gemert 
· Giessen 
· Ginneken en Bavel 
· Grave 
· 's Gravenmoer 
· Haaren 
· Halsteren 
· Haps 
· Heesch 
· Heeswijk-Dinther 
· Heeze 
· Helvoirt 
· Hoeven 
· Hooge en Lage Mierde 
· Hooge en Lage Zwaluwe 
· Hoogeloon, Hapert en Casteren 
· Huijbergen 
· Klundert 
· Landerd 
· Leende 
· Liempde 
· Lieshout 
· Lith 
· Luyksgestel 
· Maarheeze 
· Maasdonk 
· Made en Drimmelen 
· Megen, Haren en Macharen 
· Mierlo 
· Mill en Sint Hubert 
· Moergestel 
· Nieuw-Ginneken 
· Nieuw-Vossemeer 
· Nistelrode 
· Nuland 
· Oeffelt 
· Oost-, West- en Middelbeers 
· Oploo, Sint Anthonis en Ledeacker 
· Ossendrecht 
· Oud en Nieuw Gastel 
· Oudenbosch 
· Prinsenbeek 
· Putte 
· Raamsdonk 
· Ravenstein 
· Reusel 
· Riethoven 
· Rijsbergen 
· Rijswijk 
· Roosendaal en Nispen 
· Rosmalen 
· Schaijk 
· Schijndel 
· Sint Anthonis 
· Sint-Oedenrode 
· Sprang-Capelle 
· Standdaarbuiten 
· Terheijden 
· Teteringen 
· Uden 
· Udenhout 
· Veghel
· Vessem, Wintelre en Knegsel 
· Vierlingsbeek 
· Vlijmen 
· Wanroij 
· Waspik 
· Werkendam 
· Westerhoven 
· Willemstad 
· Woudrichem 
· Wouw 
· Zeeland 
· Zevenbergen